# Danny Williams (režisér)
Danny Williams (1939 – 1966) byl americký režisér.

## Život
Studoval na Harvardově univerzitě, avšak studium v roce 1963 předčasně ukončil a usadil se na Manhattanu, kde hodlal zahájit filmovou kariéru. Brzy získal práci jako stříhač (pracoval na dvou filmech bratří Mayslesových) a zanedlouho se stal součástí uměleckého ateliéru výtvarníka a režiséra Andyho Warhola nazvaného The Factory. Do Warhola se zamiloval. Byl také režisérem více než dvou desítek filmů. Dále se také podílel na světelné show pro hudební skupinu The Velvet Underground v rámci programu Exploding Plastic Inevitable.
V roce 1966 se Warhol rozhodl ukončit svůj vztah s Williamsem. Ten se stal závislým na amfetaminu, kvůli čemuž vzrostla jeho úzkost. V červenci 1966 odešel ke své rodině do Massachusetts. Později z domova odjel v matčině automobilu. O několik týdnů později byly nalezeny jeho kalhoty, košile a klíče od auta poblíž Bostonského zálivu. Jeho tělo nebylo nikdy nalezeno.
Mezi jeho filmy patří například Factory Film, The Velvet Underground, The Velvet Underground Eat Lunch a Harold Stevenson PT 1 and PT 2. V roce 2007 o něm jeho neteř Esther Robinson natočila dokumentární film A Walk Into the Sea: Danny Williams and the Warhol Factory, v němž vystupovali například Gerard Malanga, John Cale, Billy Name či Paul Morrissey.